# Iuri Postrigai
Iuri Postrigai (n. 31 august 1988, Sverdlovsk, RSFS Rusă, URSS) este un canoist ce a reprezentat Rusia, medaliat olimpic. A participat la o ediție a Jocurilor Olimpice (2012) în care a câștigat o medalie de aur.

## Participări
Lista de mai jos prezintă principalele competiții la care a participat Iuri Postrigai de-a lungul carierei.
- canoeing at the 2012 Summer Olympics – men's K-2 200 metres[*]